# چو ایو
چو اویو (به انگلیسی: Cho Oyu) به معنی «الههٔ فیروزه» با ارتفاع ۸۲۰۱ متر در ۲۰ کیلومتری غرب کوه اورست قرار دارد، این کوه در رشته کوه‌های هیمالیا و در مرز بین چین و نپال است. به دلیل شیب نه چندان زیاد آن، اکثر کوهنوردان آن را آسان‌ترین صعود میان هشت‌هزار متری‌ها می‌دانند. امروزه این کوه پس از اورست بیشترین صعود یک ۸۰۰۰ متری را داراست و البته از نظر نسبت آمار کشته‌ها به صعودها، در رده آخر قلل ۸۰۰۰ متری قرار دارد.

در پائیز ۱۹۵۴ هربرت تیچی اتریشی به همراه «سپ جوچلر» و «هلموت هوبرگر» به همراه ۷ شرپا به چوآیو آمدند. آنها کمپ ۴ خود را در ارتفاع ۶۹۸۰ متری برپاکردنه بودند. روز صعود در ساعت ۶ بامداد تیچی به همراه جوچلر و شرپا پاسانگ صعود طولانی خود به سمت قله را آغاز کردند. آنها در ساعت ۳ بعد از ظهر به فلات بزرگی رسیدند که قله چوایو را تشکیل می‌داد، جایی که به گفته آنها بر روی آن‌جا برای بازی‌های توپی هم وجود داشت! این صعود نخستین صعود یک ۸۰۰۰ متری پس از فصل مونسن بود. از نکات جالب این صعود تلاش پاسانگ داوا لاما بود، وی در مدت تنها سه روز از ۴۲۵۰ متری خود را به تیم حمله رسانده و به اتفاق ایشان قله را صعود نکرده بود.
در فوریه ۸۸ فرناندو گاردیو نخستین صعود انفرادی یک ۸۰۰۰ متری در زمستان را با صعود به چو ایو انجام داد. همچنین در سپتامبر ۸۸ مارک باتارد فرانسوی که در بهار این سال اورست را در مدت ۲۴ ساعت از مسیر جنوبی صعود کرده بود توانست به همراه «شرپا سونگدار» چوآیو را در زمان حیرت‌انگیز ۱۸ ساعت از کمپ اصلی صعود کند.

۷ عضو تیم ملی کوهنوردی ایران در تاریخ ۲۱ اردیبهشت ۷۹ موفق به صعود قله چو ایو از مسیر نرمال شمال‌غرب شدند. دو شرپا این کوهنوردان را در فتح قله همراهی و یاری می‌کردند.
عظیم قیچی‌ساز هیمالیانورد ایرانی در ۴ مهر ۱۳۹۲ بدون اکسیژن مصنوعی و بدون استخدام شرپا این قله را صعود کرد.